# Laufbahn
Unter Laufbahn versteht man im Personalwesen die berufliche Entwicklung von Arbeitskräften im Zeitablauf, die durch Aufbauorganisation und Stellenpläne horizontal und vertikal vorgezeichnet ist.

## Allgemeines
Im deutschen Sprachraum stehen die Begriffe Laufbahn und Karriere häufig synonym für die geregelte berufliche Entwicklung auf ein Ziel hin. Zwischen beiden ist jedoch streng zu trennen, denn die Laufbahn (englisch career) ist eher neutral als berufliche Entwicklung anzusehen, während die Karriere als „beruflicher Erfolg“ durch eine rasche Nutzung von Aufstiegsmöglichkeiten gilt. Dabei ist zu berücksichtigen, dass die Karriere ein Erkenntnisobjekt in Psychologie und Soziologie darstellt, während die Laufbahn in Betriebswirtschaftslehre und Organisationslehre untersucht wird.
Die Laufbahn ist als berufliche Entwicklung und als Prozess zu verstehen, den jemand in einer oder mehreren Organisationen durchläuft (Managerlaufbahn, Schullaufbahn, politische Laufbahn oder Beamtenlaufbahn). Laufbahn und Karriere einer Arbeitsperson sind also nicht auf eine bestimmte Organisation begrenzt, sondern können auch durch Betriebs- und Berufswechsel fortgesetzt werden. Die Laufbahn entsteht durch Wahrnehmung von Personalmaßnahmen der Personalentwicklung wie Einstellung, Beförderung, Versetzung oder Organisationswechsel.
Die Berufslaufbahn wird durch sozioökonomische Bedingungen, mentale Fähigkeiten, Persönlichkeitsmerkmale und die Möglichkeiten von Individuen beeinflusst. Danach bestimmt das Eigenbild, das sich eine Person von ihren eigenen Fähigkeiten, Wertorientierungen, Interessen und Zielen macht, maßgeblich die beruflichen Präferenzen und beeinflusst damit die Berufsfindung, die berufliche Laufbahn und die spätere Arbeits- und Lebenszufriedenheit.

## Geschichte
Der Psychologe Frank Parsons gilt als Begründer der Laufbahnforschung, denn er untersuchte 1909 als erster die Berufseignungsdiagnostik. Hugo Münsterberg ist der Begründer der deutschen Berufsberatung, der 1912 die erste deutsche Berufs- und Laufbahnforschung vorlegte.
Eine klassische Theorie zur Berufslaufbahn entwickelte im Jahre 1953 Donald Super, der die mit bestimmten Aufgaben und Lebensphasen verbundenen Laufbahnstadien Wachstum (englisch growth, Lebensalter ca. 4–13 Jahre; mit der körperlichen und geistigen Entfaltung), Erkundung und Erprobung (englisch exploration, ca. 14–24 Jahre) mit der Adoleszenz, Etablierung (englisch establishment, ca. 25–44 Jahre) mit Berufs- und Arbeitserfahrung, Erhaltung des Erreichten (englisch maintenence, ca. 45–64 Jahre) mit der Sicherung des Werdegangs und Abbau und Rückzug (englisch disengagement and decline, ca. ab 65 Jahre) mit Vorruhestand oder Pensionierung unterschied.
Die Entwicklungsphase der Laufbahnforschung dauerte etwa bis 1970, danach folgte eine Konsolidierungsphase, die in den USA ein eigenständiges Forschungsgebiet mit sich brachte.

## Arten
Man unterscheidet zwischen Führungslaufbahn, Fachlaufbahn und Projektlaufbahn. Die Führungslaufbahn oder Linienlaufbahn ist der vertikale Stellenwechsel von Führungskräften und mit einer Ausweitung von Aufgaben, Kompetenzen, Verantwortung und häufig auch höherem Arbeitsentgelt verbunden. Der Begriff Fachlaufbahn tauchte erstmals 1968 auf, sie ist auf ein bestimmtes Fachgebiet oder Geschäftsgebiet beschränkt und führt bis zum Fachvorgesetzten. Die Projektlaufbahn ist eine Fachlaufbahn und kann insbesondere in Unternehmen mit hoher Forschungsintensität wahrgenommen werden, gilt aber auch für zeitlich begrenzte betriebliche Projekte. Ein Projektteam kann dabei die betrieblichen Hierarchien reflektieren (Parallelhierarchie).
Aus der US-amerikanischen Fachliteratur stammt die Unterscheidung zwischen der traditionellen und proteischen Laufbahn. Während bei der traditionellen Laufbahn die Organisation im Mittelpunkt steht, ist es bei der nach Proteus benannten proteischen Laufbahn das Individuum. Zentrale Werte sind bei letzterer die Freiheit und die persönliche Weiterentwicklung, bei der traditionellen hingegen die Aufstiegsmöglichkeiten und das Weiterkommen. Die traditionelle Laufbahn kennt als Erfolgskriterium die Bezahlung und die Position, die proteische dagegen den psychischen Erfolg.

## Privatwirtschaft
Zwar wird der Laufbahnbegriff vorwiegend im öffentlichen Dienst bei Beamten und Soldaten verwendet, doch gibt es auch in der Privatwirtschaft Fach- und Führungslaufbahnen. Die betriebliche Laufbahn ist die Abfolge von Stellen, die von den Arbeitskräften im Laufe ihres Arbeitslebens durchlaufen werden können. In der Privatwirtschaft beruhen Laufbahnregelungen jedoch nicht auf Bundesgesetzen, sondern finden sich in Tarifverträgen oder Betriebsvereinbarungen. Diese sehen – wie die beamtenrechtlichen Pendants – ebenfalls gestaffelte Vergütungsgruppen vor, die mit unterschiedlichen Arbeitsanforderungen verknüpft sind.
Die klassische Laufbahnentwicklung einer Führungslaufbahn beginnt hier beim Sachbearbeiter und setzt sich über den Gruppenleiter, Referatsleiter, Abteilungsleiter, Geschäftsbereichsleiter bis zum Geschäftsführer oder Vorstandsmitglied fort. Organisatorisch entsteht eine Führungslaufbahn durch Versetzung vertikal nach oben innerhalb der Hierarchie. Diese Führungspositionen definieren sich über die Kernaufgabe der disziplinarischen Mitarbeiterführung durch Disziplinarvorgesetzte. Fachlaufbahnen bieten die Möglichkeit, mit zunehmender fachlicher Qualifikation in einer Parallelhierarchie aufzusteigen, die einen sozialen Aufstieg ohne die Übernahme von höheren Leitungsfunktionen vorsieht. Bei der Parallelhierarchie unterscheidet man zwischen einer absoluten und relativen Parallelhierarchie. Die letztere besitzt Rangstufen, die einer Leitungsebene zugeordnet sind, bei der absoluten Parallelhierarchie besteht für jede Leitungsebene eine Fachebene. Relative Parallelhierarchien sind im Arbeitsalltag die Regel. Die Stellen in der Fachlaufbahn sind in der Regel mit einem bestimmten Titel (etwa Junior oder Senior Produktmanager) verbunden, andere Statussymbole (Bürogröße, Dienstwagen) ähneln denen der Führungslaufbahn. Fachlaufbahnen sind allerdings oft von einer einseitigen Spezialisierung geprägt, die einen innerbetrieblichen oder zwischenbetrieblichen Wechsel erschwert.
In der Privatwirtschaft spielt die Laufbahn- und Karrierekontinuität eine wichtige Rolle. Da hier die vorhandenen Laufbahnnormen nicht zwingend die tatsächlich realisierte Laufbahn einer Arbeitskraft bestimmen und Abweichungen vom Laufbahnkonzept die Regel darstellen, kommt es auf die Kontinuität der Karriere an, die sich durch eine konsequente und sachlogische Abfolge von Stellen- und Aufgabenwechseln zeigt. Auf Laufbahnkontinuität achten insbesondere Personalverwaltungen bei der Einstellung neuer Mitarbeiter, um nicht rein karriereorientiertes Personal zu akquirieren.

## Dienstrecht in Deutschland
Eine Laufbahn im Dienstrecht in Deutschland ist eine Ordnung der Berufswege für die in einem öffentlich-rechtlichen Dienstverhältnis stehenden Beamten und Soldaten. Richter und Arbeitnehmer im öffentlichen Dienst (Tarifbeschäftigte) haben keine Laufbahn.